# Aaron T. Beck
Aaron Temkin Beck (* 18. Juli 1921 in Providence, Rhode Island; † 1. November 2021 in Philadelphia, Pennsylvania) war ein amerikanischer Psychiater und Psychotherapeut. Er gilt als Vater der kognitiven Verhaltenstherapie und war Mitglied des Scientific Advisory Boards der False Memory Syndrome Foundation. Etwa gleichzeitig mit Albert Ellis veränderte er die klassische Verhaltenstherapie und ergänzte sie um kognitive Konzepte, die er vor allem auf die Psychotherapie der Depression anwandte.

## Leben und Werk
Beck entstammte einer jüdischen Familie. Die Vorfahren mütterlicher- und väterlicherseits wanderten Anfang des 20. Jahrhunderts aus Russland ein. In seiner Kindheit litt er unter schweren Krankheiten und versäumte dadurch einen Teil der frühen Schulbildung. Deshalb wurde der junge Aaron eine Zeitlang als dumm eingeschätzt, was er selbst zeitweilig übernahm.
Er studierte bis 1942 an der Brown University und wechselte dann zur Yale University, wo er 1946 in Psychiatrie promovierte. Eine psychoanalytische Ausbildung am Philadelphia Psychoanalytic Institute schloss er 1958 ab. Eine der frühesten Veröffentlichungen stammt aus dem Jahr 1953, aus Becks Beschäftigung als Psychiater in der US Army. Er untersuchte fünf Soldaten, die nach der versehentlichen Erschießung von Kameraden in Korea psychotische depressive Symptome entwickelt hatten. Manche Begriffe, die Beck in dem Artikel verwendete, wie „unbewusste Feindseligkeit“ oder „Abwehrmechanismen“, lassen noch seine Erfahrungen mit psychoanalytischen Denkmodellen erkennen. 1954 wurde Beck Dozent an der University of Pennsylvania Medical School, wo er mehr als 40 Jahre lang arbeitete. In der darauffolgenden Zeit entwickelte er der Psychoanalyse gegenüber eine skeptische Haltung. 1959 war er bereits außerordentlicher Professor und versuchte anhand von Träumen skeptisch zu prüfen, ob depressive Patienten tatsächlich, wie im psychoanalytischen Konzept angenommen, das Bedürfnis zu leiden hätten. Das Ergebnis veranlasste ihn, sich von der Psychoanalyse abzuwenden.
Als Gegenentwurf schuf er das Modell der kognitiven Verhaltenstherapie, die auf der kognitiven Theorie der Depression basiert, vor allem auf der Beobachtung, dass Depressive bestimmte stereotype Muster der Wahrnehmung und des Schlussfolgerns aufweisen, die ihren Blick auf die Wirklichkeit trüben und sie in Selbstablehnung und Pessimismus gefangen halten. Beck selbst verortete die Ursprünge seiner Ideen in die Zeit zwischen 1960 und 1964.
Während des Koreakrieges arbeitete er im Valley Forge Hospital. 1976/1977 war er Präsident der Society for Psychotherapy Research.
Nachdem Beck psychotische Patienten bereits in den 1950er Jahren behandelt hatte, wurde er in den 1990er Jahren einer der Vordenker derjenigen Vertreter der kognitiven Verhaltenstherapie, die erkunden wollten, was diese Therapieform bei Schizophrenie und Psychose zu leisten vermag.
2001 erhielt Beck einen Heinz Award, 2006 den Albert Lasker Award for Clinical Medical Research und den Gustav O. Lienhard Award for Advancement of Health Care, 2007 den Pasarow Award, 2008 den Anna-Monika Prize und 2011 den Prinz-Mahidol-Preis. Zudem war er ab 2007 Mitglied der American Academy of Arts and Sciences. Er war zuletzt Professor Emeritus am Psychopathologischen Institut der University of Pennsylvania. Seine Forschungsgebiete lagen in den Bereichen Psychotherapie, Psychopathologie, Suizidforschung und in der Entwicklung von Diagnoseverfahren.
Becks Tochter Judith S. Beck, eine Psychologin, veröffentlichte ebenso Bücher über die kognitive Verhaltenstherapie.

## Fragebögen
Die von ihm entwickelten Fragebögen sind:
- BDI – Beck-Depressions-Inventar
- BHS – Beck Hopeless Scale
- BAI – Beck-Angst-Inventar
- BSS – Beck Scale for Suicide Ideation
- Beck’s Youth Inventories
- BCIS – Beck Cognitive Insight Scale

## Publikationen (Auswahl)
- Depression. Causes and treatment. University of Pennsylvania Press, Philadelphia 1967, ISBN 0-8122-1032-8 (eingeschränkte Vorschau in der Google-Buchsuche).
- mit A. John Rush, Brian F. Shaw, Gary Emery: Cognitive Therapy of Depression. The Guilford Press, New York 1979, ISBN 0-89862-919-5 (eingeschränkte Vorschau in der Google-Buchsuche).
  - deutsch: Kognitive Therapie der Depression. Beltz, Weinheim, Basel 1999, ISBN 3-407-22023-5.
- Love is Never Enough: How Couples Can Overcome Misunderstandings, Resolve Conflicts, and Solve Relationship Problems Through Cognitive Therapy. Harper & Row, New York 1988, ISBN 0-06-015956-1 (eingeschränkte Vorschau in der Google-Buchsuche).
- mit Arthur Freeman: Cognitive Therapy of Personality Disorders. The Guilford Press, New York 1990, ISBN 0-89862-434-7.
  - deutsch: Kognitive Therapie der Persönlichkeitsstörungen. 2. Auflage. Beltz, Weinheim 1993.
- Prisoners of Hate: The Cognitive Basis of Anger, Hostility, and Violence. Perennial (HarperCollins), New York 1999, ISBN 0-06-093200-7 (eingeschränkte Vorschau in der Google-Buchsuche).
- mit Arthur Freeman, Denise D. Davis: Cognitive Therapy and the Emotional Disorders. 2. Auflage. The Guilford Press, New York, London 2004, ISBN 1-57230-856-7 (eingeschränkte Vorschau in der Google-Buchsuche – Erstausgabe:  1976).
- mit Gary Emery, Ruth Greenberg: Anxiety disorders and phobias: A cognitive perspective. Basic Books (Perseus Books Group), Cambridge, MA 1985, ISBN 0-465-00587-X (eingeschränkte Vorschau in der Google-Buchsuche).
- mit Brad A. Alford: The Integrative Power of Cognitive Therapy. The Guilford Press, New York, London 1997, ISBN 1-57230-171-6 (eingeschränkte Vorschau in der Google-Buchsuche).
- mit David A. Clark, Brad A. Alford: Scientific Foundations of Cognitive Theory and Therapy of Depression. John Wiley & Sons, New York u. a. 1999, ISBN 0-471-18970-7 (eingeschränkte Vorschau in der Google-Buchsuche).
- mit Carrie Winterowd, Daniel Gruener: Cognitive Therapy with Chronic Pain Patients. Springer, New York 2003, ISBN 0-8261-4595-7 (eingeschränkte Vorschau in der Google-Buchsuche).
- mit Neil A. Rector, Neal Stolar, Paul Grant: Schizophrenia. Cognitive Theory, Research, and Therapy. The Guilford Press, New York, London 2009, ISBN 978-1-60623-018-3 (eingeschränkte Vorschau in der Google-Buchsuche).
- mit David A. Clark: Cognitive Therapy of Anxiety Disorders: Science and Practice. The Guilford Press, New York, London 2010, ISBN 978-1-60623-434-1 (eingeschränkte Vorschau in der Google-Buchsuche).
- mit David A. Clark: The Anxiety and Worry Workbook: The Cognitive Behavioral Solution. The Guilford Press, New York, London 2012, ISBN 978-1-60623-918-6 (eingeschränkte Vorschau in der Google-Buchsuche).
- mit Amy Wenzel, Bruce S. Liese, Dara G. Friedman-Wheeler: Group Cognitive Therapy for Addictions. The Guilford Press, New York, London 2012, ISBN 978-1-4625-0549-4 (eingeschränkte Vorschau in der Google-Buchsuche).